# Estação Arbatskaia (linha Arbatsko-Pokrovskaia)
Arbatskaia (em russo:  Арбатская) é uma das estações da linha Arbatsko-Pokrovskaia (Linha 3) do Metro de Moscovo, na Rússia. Estação «Arbatskaia» está localizada entre as estações «Smolenskaia» e «Ploshchad Revoliutsii».